# Unisport Bafang
Unisport Bafang is een Kameroense voetbalclub uit Bafang. De club werd opgericht in 1958 en speelt in de Première Division.

## Erelijst
- Landskampioen

1996
- Beker van Kameroen

Finalist: 2000, 2005
Aigle Royal Menoua ·
APEJES Academy ·
Bamboutos FC ·
Canon Yaoundé ·
Cotonsport Garoua · 
CS Dja et Lobo · 
Dragon Yaoundé · 
Eding Sport · 
Feutcheu FC ·
Les Astres FC ·
Lion Blessé ·
New Star Douala ·
Racing FC Bafoussam ·
Stade Renard de Melong · 
Union Douala ·
Unisport Bafang ·
UMS de Loum ·
Young Sport Academy Bamenda